# Hồ Mweru
Hồ Mweru là một hồ nước ngọt trên nhánh sông dài thứ hai của châu Phi, Congo. Nằm trên biên giới giữa Zambia và Cộng hòa Dân chủ Congo, hồ chiếm tới 110 km trên tổng chiều dài của Congo, nằm giữa hai đoạn sông Luapula và sông Luvua.